# Жар-птиця

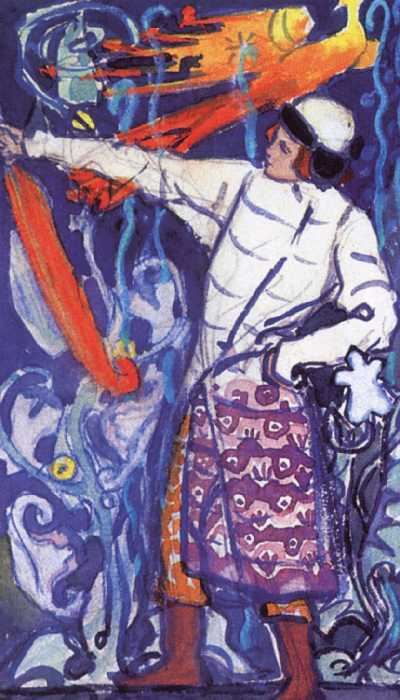
«Жар-птиця та Іван-царевич», О. Д. Полєнова 1896

Жар-Пти́ця — у східнослов'янській народній творчості — казковий птах сонячного царства із сліпучо-золотавим, мов жар, пір'ям (тому птаха називають ще золотою птицею); одного його пера досить, щоб освітити ввесь казковий сад; чародій краде Жар-Птицю, але не вбиває її, бо не можна вбити сили природи, що постійно відроджується; Жар-Птиця встигає знести яйце, і саме сонце постає яйцем, що його поклала Жар-Птиця; символ щастя, чогось величного, ідеального; чарівне перо Жар-Птиці завжди приносить удачу, щасливу долю, кохання.

Інша назва Жар-Птиці — «крешана», яка бере вогонь у бога Сонця, креше ним з неба, посилаючи його всюди і в дерево, і в камінь.
Воскреснути — це саме викресати живий вогонь, жар тієї птиці, що креше з неба блискавиці.
Вона їсть золоті молодильні яблука, які дарують красу, вічну молодість і безсмертя. Коли співає Жар-Птиця, з її дзьоба сиплються перлини. Вона здатна перевтілюватися в червоного і чорного коня. Червоний кінь — то сонце, а чорний — то нічне небо. Ці коні-птахи переносять душі померлих у тридесяте царство, тобто у вирій. Не випадково в українських народних казках герой не може окремо здобути ні Жар-птицю, ні вогняного коня, ні царівну-золотоволоску. Це сутності космогонічні й нероздільні.